# Achim Reiter
Achim Reiter (Lebensdaten unbekannt) war ein deutscher Basketballspieler und -trainer.

## Leben
Reiter spielte Ende der 1960er und in der ersten Hälfte der 1970er Jahre in der Basketball-Bundesliga zunächst beim USC München. 1970 wechselte er zum TuS 04 Leverkusen. Im Spieljahr 1974/75 trat er mit Leverkusen nicht nur in der Bundesliga, sondern auch im Europapokal der Pokalsieger an. 1975/76 spielte er mit Leverkusen auf internationaler Ebene im Korać-Cup. In derselben Saison gewann er mit der Mannschaft den deutschen Meistertitel sowie den DBB-Pokal. Zwischen 1970 und 1976 wurde er in Leverkusen in 107 Bundesliga-Spielen eingesetzt.
In der bundesdeutschen Nationalmannschaft wurde Reiter zwischen April 1974 und Mai 1975 in 27 Länderspielen eingesetzt.
Später war Reiter Assistenztrainer der Leverkusener Bundesligamannschaft, die in seiner Amtszeit 1985 und 1986 deutscher Meister wurde. Er arbeitete als Assistent von Chris Lee, Otto Reintjes und Jim Kelly. Er übte diese Tätigkeit bis 1988 aus. Zeitweilig war Reiter in den 1980er Jahren auch als Trainer für die deutsche Basketballnationalmannschaft der Damen tätig. Die Damen des TSV 04 Bayer Leverkusen führte er 1977 zum Gewinn des deutschen Pokalwettbewerbs.